# 2018年桃園燈節
2018桃園燈節為中華民國桃園市在2018年舉辦的桃園燈節，展覽時間為2018年2月21日起至3月4日。燈節展場分布在南崁溪沿岸總長約8公里，以Snoopy為設計，設置四大主題燈區，分別為桃園區三民運動公園的桃園主燈區、桃園區汴洲之美橋的水汴頭燈區、龜山區星月橋的龜山燈區、蘆竹區竹夢橋的蘆竹燈區；規模為桃園燈節歷年燈組最多、佔地最大。

## 外部連結
- 2018桃園燈節